# Ana Emilia Lahitte
Ana Emilia Lahitte   (La Plata, 19 de desembre de 1921 - La Plata, 10 de juliol de 2013) va ser una escriptora argentina. Les seves obres són de diversos gèneres, però sobretot de poesia.

## Obres
- 1993 "El tiempo, ese desierto demasiado extendido".
- 1995 "Cinco Poetas capitales: Ballina, Castillo, Mux, Oteriño y Preler".
- 1997 "Summa (l947-l997)".
- 2003 "Insurrecciones".
- "Los abismos".
- "El cuerpo".
- "Cielos y otros tiempos".
- "Sueños sin eco".
- "Los dioses oscuros.
- "Roberto Themis Speroni"

## Premis
- 1980 Pluma de Plata del PEN Club Internacional.
- 1982 Puma de Oro de la Fundación Argentina para la Poesía.
- 1983 Primer Premio Nacional de Poesía.
- 1994 Premi Konex, diploma al mèrit.
- 1997 Premi de Literatura "Homero Manzi".
- 1999 Premi de Poesia "Esteban Echeverría".
- 2002 "Gran Premio de Honor" i "Puma de Oro", de la Fundación Argentina para la Poesía.
- 2005 Premi "Sol del Macla", del MACLA.